# Ginga Tetsudō Monogatari
Ginga Tetsudō Monogatari (japanisch 銀河鉄道物語) ist 2003 produzierte Anime-Fernsehserie und eine Neuumsetzung der Manga-Reihe Galaxy Express 999 von Leiji Matsumoto. Dabei nähert sich die Serie stärker der ursprünglichen Inspiration Matsumotos: Dem Eisenbahnnetz der Metropole Tokio, das nach dem Zweiten Weltkrieg das einzig funktionierende in Japan zu sein schien. 2006 folgte eine Fortsetzung als zweite Fernsehserie und vierteilige Original Video Animation.

## Handlung
Die Geschichte spielt in einer alternativen Zukunft, in der Züge interplanetarisch reisen können. Die Flotte der Galaxy Railways wird von der Space Defense Force (SDF) vor intergalaktischen Terroristen, Meteoritenstürmen und bösartigem außerirdischem Leben geschützt.
In der Serie scheint es, dass die Galaxy Railways sowohl als Einrichtung als auch als Regierung in einem großen Teil der Galaxie fungieren. Die Eisenbahnen bestehen aus einer Reihe großer Ringe, die Energieschilde bilden, um die Züge, die sich zwischen ihnen bewegen, zu schützen und die Gleise zu bilden, denen die Züge folgen. Die Eisenbahnen sind unter der Herrschaft des Obersten Befehlshabers, scheinen jedoch aktiver von einem niedrigeren Befehlshaber, dem Kommandeur, geleitet zu werden. Das Hauptquartier der Galaxy Railways führt die SDF und die SPG (Space Panzer Grenadiers, eine Elite-Verteidigungstruppe) sowie alle Passagieroperationen.
Am Anfang der Geschichte hatte die Hauptfigur, Manabu Yūki, immer Träume, sich der SDF anzuschließen und in die Fußstapfen seines Vaters und Bruders zu treten. Da sowohl sein Bruder als auch sein Vater während des Dienstes in der SDF gestorben sind, versucht seine Mutter Manabu davon abzuhalten, der SDF beizutreten. Trotzdem ist Manabu entschlossen mitzumachen und steigt in den Zug zur Destiny Station, um sich der Truppe anzuschließen. Manabu trainiert hart und trotz der Konflikte von Captain Bulge, Bruce und anderen Charakteren, schließt sich der Sirius Platoon an, den sein Vater einst befehligte.
Der Zug des Sirius Platoon wird von einer Dampflok namens Big One angeführt. Die Lokomotive selbst basiert auf den Union Pacific Big Boy-Lokomotiven (4-8-8-4-Radanordnung), die von der American Locomotive Co. in Schenectady, New York, gebaut wurden. Der Sirius Platoon ist der primäre Fokus der Galaxy Railways, obwohl die Spica und Vega Platons gegen Ende der Serie auch auftauchen und sich stärker engagieren.

## Produktion und Veröffentlichung
Die Serie mit 24 Folgen entstand 2003 beim Studio Planet Entertainment unter der Regie von Yukio Nishimoto. Die Drehbücher schrieb Hideki Sonoda. Das Charakterdesign wurde entworfen von Fuminori Kizaki und Itsuko Takeda und die künstlerische Leitung lag bei Yoshimi Umino. Das Mechanical Design stammt vom Koji Watanabe und Takashi Hashimoto.
Die je 26 Minuten langen Folgen wurden erstmals vom 4. Oktober 2003 bis zum 4. April 2004 von BS Fuji in Japan ausgestrahlt. Es folgten Veröffentlichungen auf Englisch, Französisch und Italienisch.
2006 produzierte das gleiche Studio unter der Regie von Tsuneo Tominaga eine zweite Serie mit 24 Folgen. Hauptautor war Yasunori Yamada und das Charakterdesign entwarf Akira Kano. Die Serie wurde vom 4. Oktober 2006 bis zum 28. März 2007 von CBC ausgestrahlt.
Ebenfalls 2006 wurde eine vierteilige Kurzserie als Original Video Animation veröffentlicht. Bei der Produktion von Planet Entertainment führte Hideaki Oba Regie und das Drehbuch schrieb Yasuyuki Muto. Der verantwortliche Produzent war Hiroshi Kon. Der Anime wurde nach seiner japanischen Veröffentlichung von der Plattform Crunchyroll auch auf Englisch herausgebracht.

### Synchronisation
| Rolle                 | japanischer Sprecher |
| --------------------- | -------------------- |
| Manabu Yūki           | Naoki Yanagi         |
| Louise Fort Drake     | Asami Sanada         |
| Schwanhelt Bulge      | Akio Ōtsuka          |
| Bruce J. Speed        | Takehito Koyasu      |
| David Young           | Hikaru Midorikawa    |
| Yuki Sexaroid         | Naoko Suzuki         |
| Killian Black         | Akira Ishida         |
| Wataru Yūki           | Kazuhiko Inoue       |
| Julia F. Reinhart     | Hyo-sei              |
| Percy Shelly          | Hikari Yono          |
| Maggie Redford        | Yūki Mitsugi         |
| Ai Matsuura           | Tomato Akai          |
| Ryūsaku Murase        | Ryūsaku Chiziwa      |
| Edwin Silver          | Wataru Hatano        |
| José Antonio Valdivia | Atsushi Imaruoka     |
| Moritz Schneider      | Yōji Ueda            |

### Musik
Die Musik der Serien stammt von Nozomi Aoki. Das Vorspannlied der ersten Serie ist Gin Ga Tet Sudo wa HaruKaNaRi, der Abspann ist unterlegt mit Gin Ga no HiKaRi, beide Lieder wurden gesungen von Sasaki Isao. Vorspanntitel der zweiten Serie ist Carry The Light von JA・JA und das Abspannlied ist All Of Us von Maki Goto. All Of Us wurde auch für den Abspann der OVA verwendet.